# Kate Winslet

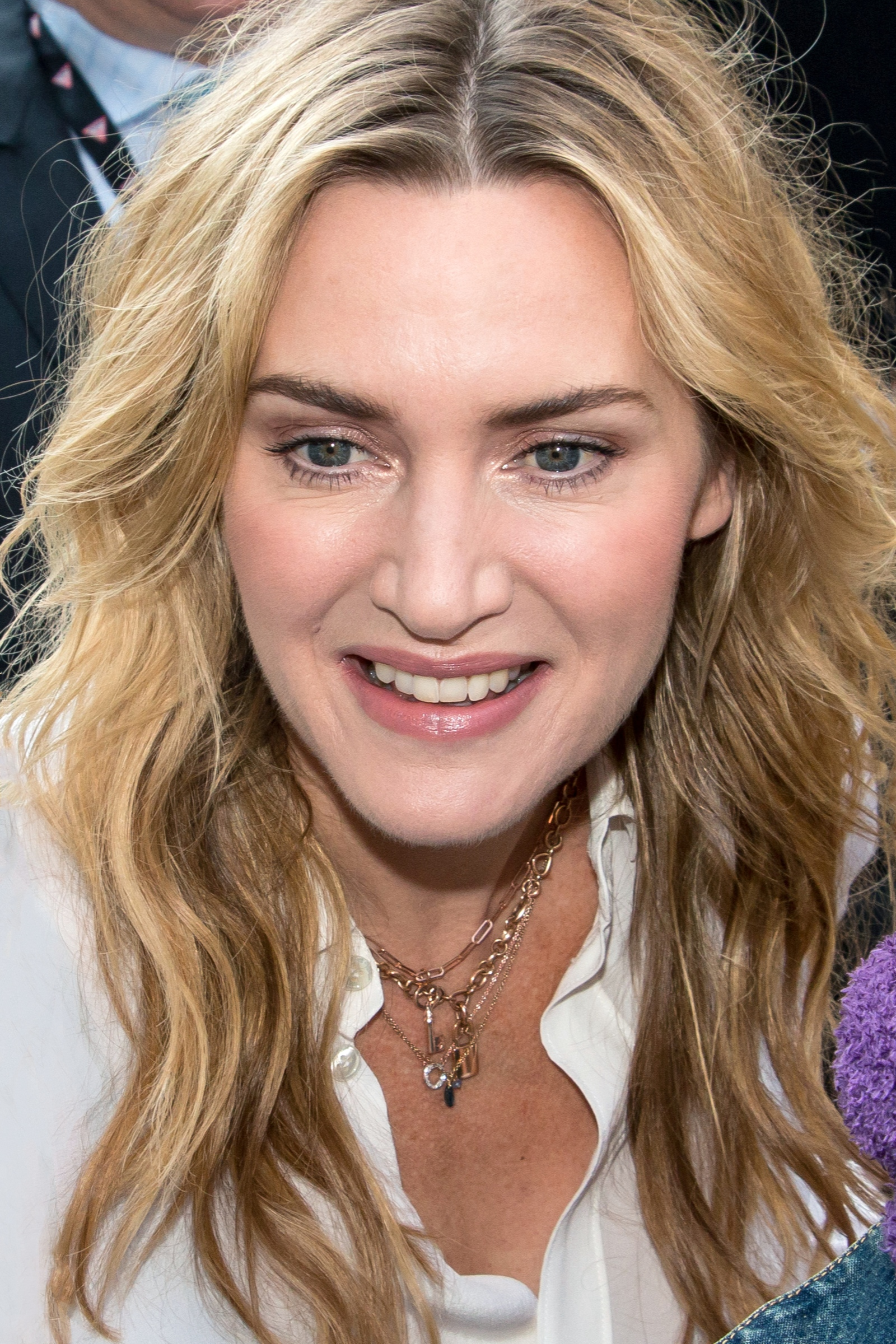
Kate Winslet, 2017

Kate Elizabeth Winslet, CBE (* 5. Oktober 1975 in Reading, Berkshire), ist eine britische Schauspielerin und Sängerin. Sie wurde unter anderem mit folgenden Filmpreisen ausgezeichnet: einem Oscar, fünf Golden Globe Awards, drei BAFTA Awards, zweimal mit dem Fernsehpreis Emmy sowie einmal mit dem Musikpreis Grammy. Weltweite Bekanntheit erlangte sie durch ihre Rolle als Rose DeWitt Bukater in James Camerons Filmdrama Titanic, das zehn Jahre lang als bis dahin kommerziell erfolgreichster Film galt. 2009 wurde sie für ihre Darstellung der Hanna Schmitz in der Literaturverfilmung Der Vorleser mit dem Oscar als beste Hauptdarstellerin ausgezeichnet. Mit ihrem Gesangsdebüt What If, das auf dem Soundtrack des Animationsfilms Ein Weihnachtsmärchen erschienen ist, erreichte sie in zahlreichen Ländern die Top Ten der Single-Charts und landete unter anderem in Irland auf Platz 1. Zudem las sie Roald Dahls Kinderroman Matilda als Hörbuch ein und wurde dafür mit dem „Odyssey Award for Excellence in Audiobook Production“ geehrt.

## Leben und Karriere

### 1975 bis 1994
Winslet stammt aus einer Familie mit Schauspieltradition. Ihre Großeltern mütterlicherseits leiteten das Theater in Reading. Schon ihre Eltern, Sally Ann Bridges und Roger John Winslet, waren Schauspieler und ihr Onkel Robert Bridges war ein gefeierter Star unter anderem in dem Musical Oliver! im Londoner West End. Ihre jüngere Schwester Beth und die ältere Schwester Anna Winslet sind ebenfalls Schauspielerinnen.
Winslet begann ihre Karriere 1986 im Alter von elf Jahren, als sie Schauspielunterricht an der Redroofs Theatre School in Maidenhead nahm und ihre erste darstellende Rolle in einem Werbespot für Frühstücksflocken erhielt. Ihr Fernsehdebüt gab sie in dem sieben Episoden umfassenden britischen Fernsehdrama Shrinks (1990). Es folgten Auftritte in der Krankenhausserie Casualty (1990), der Science-Fiction-Serie Dark Season (1991), der Sitcom Get Back (1992) sowie in der dreiteiligen Miniserie Anglo-Saxon Attitudes (1992). Daneben spielte sie auch Theater. So war sie in den frühen 1990er Jahren als Pandora in dem Musical The Secret Diary Of Adrian Mole Aged 13 3/4, als Miss Hannigan in Annie und als Wendy in Peter Pan zu sehen. Von 7. April bis 7. Mai 1994 spielte sie in Manchester die Geraldine Barclay in What The Butler Saw und wurde dafür von den renommierten britischen „Manchester Evening News Theatre Awards“ als beste Nebendarstellerin nominiert. 1995 verkörperte sie in Bristol zudem die Sarah in A Game Of Soldiers.

### 1994 bis 1998
Ihre erste Rolle in einem Kinofilm spielte Kate Winslet 1994 in Peter Jacksons Heavenly Creatures. Sie verkörperte darin neben Melanie Lynskey eine minderjährige Mörderin. 1995 hatte sie als Marianne Dashwood in Ang Lees Verfilmung von Jane Austens Sinn und Sinnlichkeit ihren Durchbruch; sie spielte darin neben einer ganzen Reihe von erfolgreichen britischen Schauspielern wie Emma Thompson, Hugh Grant, Alan Rickman und Greg Wise. Für ihre Darstellung wurde sie zudem als beste Nebendarstellerin erstmals für einen Oscar nominiert; bei der Verleihung am 25. März 1996 unterlag sie Mira Sorvino (Geliebte Aphrodite).
1996 spielte sie die rebellische Sue Bridehead in Michael Winterbottoms Drama Herzen in Aufruhr. Nachdem sie im selben Jahr auch erfolgreich die Ophelia in Kenneth Branaghs Shakespeare-Verfilmung Hamlet gespielt hatte, wurde Hollywood auf sie aufmerksam.
Da Gwyneth Paltrow und Claire Danes abgelehnt hatten, wurde Winslet vom kanadischen Regisseur James Cameron für seine Verfilmung des Untergangs der Titanic für eine der Hauptrollen engagiert. An der Seite von Leonardo DiCaprio spielte sie die Rolle der jungen Rose DeWitt Bukater. Für diese Leistung wurde sie für den Oscar als beste Hauptdarstellerin nominiert. Titanic selbst erhielt bei der Verleihung am 23. März 1998 elf Preise, unter anderem für den besten Film und die beste Regie; Winslet dagegen musste Helen Hunt (Besser geht’s nicht) den Vorrang lassen.
Das Mitwirken an dem bis dahin erfolgreichsten Film verschaffte ihr jedoch den endgültigen Durchbruch und die Chance auf weitere Hauptrollen in großen Hollywood-Produktionen. Winslet verzichtete aber zunächst auf derartige Angebote; sie bevorzugte kleinere Filmprojekte wie den Low-Budget-Film Marrakesch von Gillies MacKinnon, der 1999 Platz 10 der deutschen Kino-Charts erreichte.

### 1998 bis 2005
Nach ihrem Auftritt in Jane Campions Holy Smoke (1999) spielte sie weitere anspruchsvolle Rollen in den Independent-Filmen Quills – Macht der Besessenheit (2000) und Enigma – Das Geheimnis (2001).
2001 lieh sie zudem der Figur Belle in der Animations-Verfilmung Ein Weihnachtsmärchen des Weihnachtsklassikers A Christmas Carol ihre Stimme und nahm für den Soundtrack den Song What If auf, der von Steve Mac geschrieben und produziert wurde. Im November 2001 wurde What If als Single veröffentlicht und erreichte in den Charts in Deutschland, Großbritannien, den Niederlanden und der Schweiz die Top 10, in Irland, Belgien und Österreich den ersten Platz. Den Erlös aus den CD-Verkäufen spendete Winslet wohltätigen Vereinen. Das Video zum Song wurde von Paul Donnellon gedreht und von Chris Horton produziert. Trotz des großen Erfolgs als Sängerin lehnte Winslet eine Karriere im Musikgeschäft ab.
Für den Film Iris (2001), in dem sie die Schriftstellerin Iris Murdoch in ihren jungen Jahren darstellte, war Winslet erneut als beste Nebendarstellerin für den Oscar nominiert. Auch ihre Filmkollegen Judi Dench und Jim Broadbent erhielten Nominierungen für ihre Leistungen. Bei der Verleihung am 24. März 2002 gewann jedoch nur Broadbent als bester Nebendarsteller einen Oscar, während Dench und Winslet sich Halle Berry (Monster’s Ball) bzw. Jennifer Connelly (A Beautiful Mind – Genie und Wahnsinn) geschlagen geben mussten.
Nach ihrem Auftritt in dem Thriller Das Leben des David Gale an der Seite von Kevin Spacey und Laura Linney war sie 2004 gleich in zwei von Publikum und Kritik gleichermaßen gelobten Kinofilmen zu sehen. Zum einen neben Johnny Depp und Dustin Hoffman in dem Drama Wenn Träume fliegen lernen und zum anderen neben Jim Carrey und Kirsten Dunst in Vergiss mein nicht!.
Vergiss mein nicht! bescherte Winslet ihre nächste Oscar-Nominierung als beste Hauptdarstellerin. Bei der Preisverleihung am 27. Februar 2005 wurde zwar erneut nicht sie, sondern Hilary Swank für Million Dollar Baby ausgezeichnet, dennoch wurde Winslet damit die erste Schauspielerin, die vor ihrem 30. Geburtstag vier Mal für den Oscar nominiert wurde.

### 2005 bis 2007

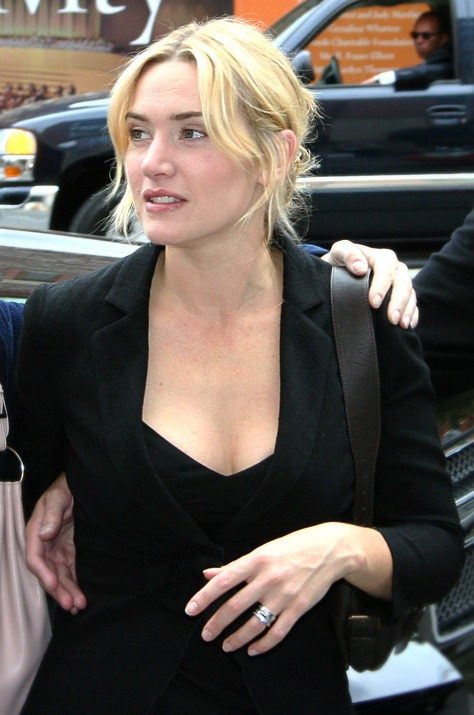
Winslet 2006 bei der Premiere von Das Spiel der Macht in Toronto

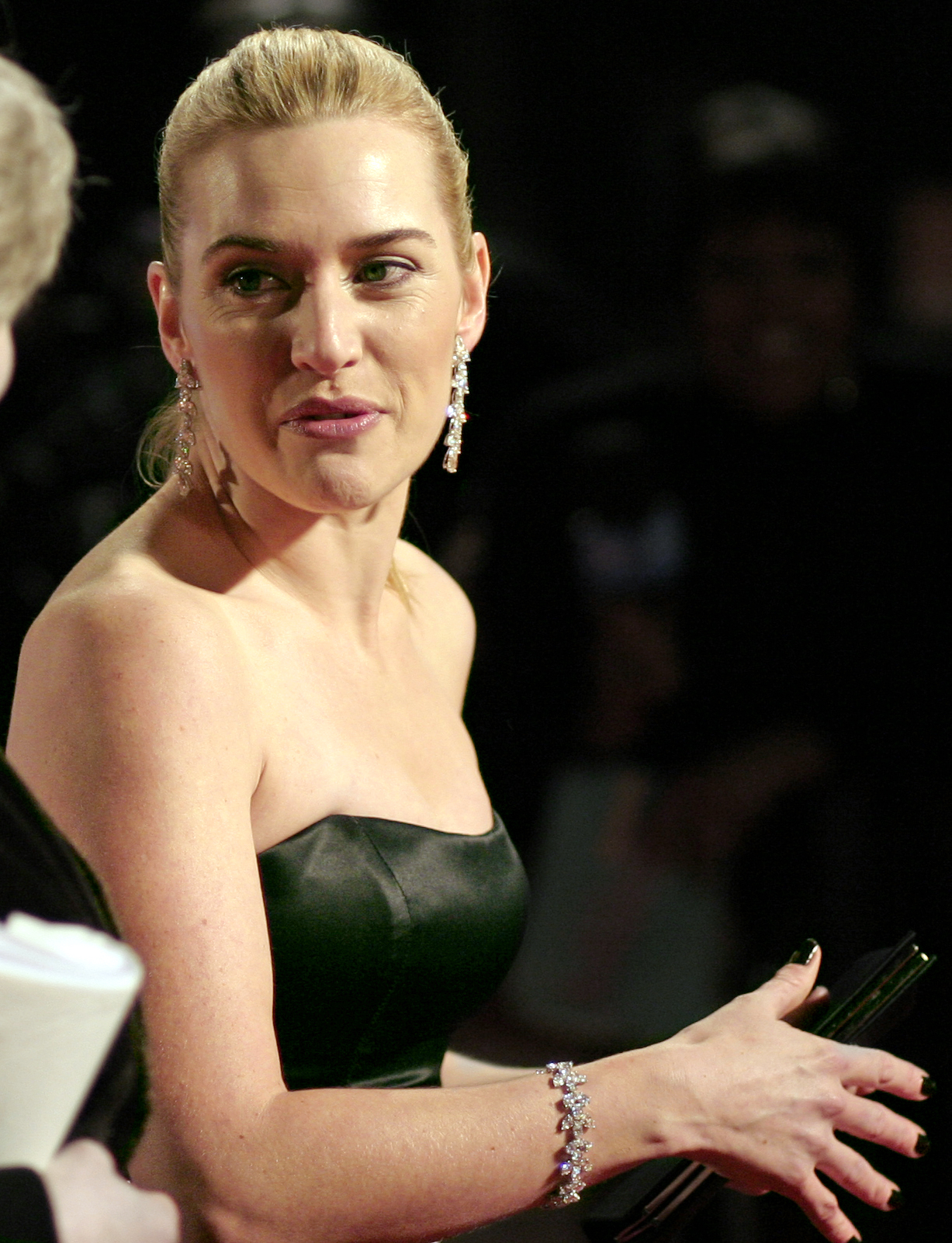
Winslet bei den British Academy Film Awards 2007

In Romance & Cigarettes spielte sie mit James Gandolfini, Susan Sarandon und Christopher Walken und zeigte nicht nur erneut ihr gesangliches, sondern erstmals auch ihr komödiantisches und tänzerisches Talent. So sang sie unter anderem Connie Francis’ Do You Love Me Like You Kiss Me? sowie – unter Wasser – Ute Lempers Little Water Song.
2006 drehte sie mit Sean Penn, Jude Law und erneut James Gandolfini den Polit-Thriller Das Spiel der Macht. Bei einem Budget von 55 Millionen US-Dollar spielte der Film in Amerika lediglich 9 Millionen US-Dollar ein und gilt laut Forbes-Magazin als größter Flop der Jahre 2004 bis 2009. Ein Erfolg wurde hingegen der Animationsfilm Flutsch und weg, in dem Winslet der Ratte Rita ihre Stimme lieh.
In der Komödie Liebe braucht keine Ferien der Regisseurin Nancy Meyers verkörperten Winslet und Cameron Diaz Ende 2006 zwei Frauen, die aus Liebeskummer einen Tapetenwechsel brauchen und einfach ihre Häuser und ihre Lebensverhältnisse tauschen. Liebe braucht keine Ferien erreichte Anfang 2007 Platz 2 der deutschen Kino-Charts und damit für Winslet die beste Platzierung eines Films mit ihrer Beteiligung seit Titanic.
Ihre fünfte Nominierung für einen Oscar erhielt Winslet Anfang 2007 in der Kategorie Beste Hauptdarstellerin für den Film Little Children (2006), in dem sie eine junge Mutter spielt, die zusehen muss, wie ihre Familie zu zerbrechen droht, und sich deshalb in die Arme eines Liebhabers flüchtet. Bei der Oscar-Verleihung am 25. Februar 2007 musste sich Winslet allerdings ihrer britischen Kollegin Helen Mirren geschlagen geben, die mit ihrer Darstellung der britischen Königin Elisabeth II. in Die Queen schon zuvor als Favoritin gehandelt worden war. Mit fünf Nominierungen im Alter von 32 Jahren brach Winslet den Rekord als jüngste Schauspielerin von Olivia de Havilland, die 1949 ihre fünfte Oscar-Nominierung mit 33 Jahren erhalten hatte.

### 2007 bis 2009
Zehn Jahre nach Titanic standen Winslet und Leonardo DiCaprio ab April 2007 wieder gemeinsam vor der Kamera. Unter der Regie von Winslets damaligem Ehemann Sam Mendes spielten die beiden in dem Film Zeiten des Aufruhrs, der auf dem gleichnamigen Roman von Richard Yates aus dem Jahr 1961 basiert, das Ehepaar Wheeler, das sich in den 1950er Jahren nach außen glücklich und harmonisch zeigt, dessen Liebe jedoch zu verwelken droht. Im selben Jahr war Winslet unter der Regie von Stephen Daldry in der Verfilmung des Bestsellers Der Vorleser von Bernhard Schlink zu sehen. Winslet wurde für die Rolle der Hanna Schmitz angefragt, jedoch konnte sie wegen Terminkollision nicht annehmen. So wurde Nicole Kidman engagiert, diese musste aber wegen ihrer Schwangerschaft wieder absagen und Winslet wurde ein zweites Mal angefragt. Stephen Daldry führte Regie und David Hare schrieb das Drehbuch. Der Film wurde größtenteils in Deutschland gedreht, mit deutschen Fördergeldern kofinanziert und zudem mit deutschen Schauspielern wie David Kross und Alexandra Maria Lara besetzt.
Die Golden-Globe-Verleihung am 11. Januar 2009 wurde zum überraschenden Triumph für Kate Winslet. Sie wurde nicht nur für ihre Rolle als April Wheeler in Zeiten des Aufruhrs in der Kategorie Beste Hauptdarstellerin ausgezeichnet, sondern erhielt zudem den Preis als beste Nebendarstellerin für ihre Rolle der Hanna Schmitz in Der Vorleser.
Ihren vorläufigen Karrierehöhepunkt erreichte Winslet bei der Oscar-Verleihung am 22. Februar 2009. Im sechsten Anlauf erhielt sie die Trophäe als beste Hauptdarstellerin für Der Vorleser. Der Film, der in Deutschland vier Tage nach der Verleihung startete, erreichte auf Anhieb Platz 1 der deutschen Kino-Charts und avancierte für Winslet zum erfolgreichsten Film seit Titanic. Mit 2,2 Millionen Zuschauern war Der Vorleser im Jahr 2009 zudem die vierterfolgreichste deutsche Filmproduktion nach Michael Herbigs Wickie und die starken Männer, Til Schweigers Zweiohrküken und Sönke Wortmanns Die Päpstin.
Am 26. November 2009 erhielt Winslet den Medienpreis Bambi in der Kategorie „Schauspielerin International“. Es ist die zweite wichtige deutsche Auszeichnung für die Oscar-Preisträgerin nach der Goldenen Kamera, die sie 2001 in ebendieser Kategorie überreicht bekam.

### 2010 bis 2011
Im April 2010 drehte Winslet für den amerikanischen Sender HBO die fünfteilige Miniserie Mildred Pierce, eine Verfilmung des gleichnamigen Romans von James M. Cain. HBO strahlte die Serie im März und April 2011 aus. Weitere Hauptrollen spielten Evan Rachel Wood (The Wrestler) und Guy Pearce (The King’s Speech). Die Einschaltquoten für den Sender fielen trotz guter Kritiken enttäuschend aus. Dennoch erhielt Mildred Pierce 21 Nominierungen und damit die meisten Nennungen für die 63. Emmy-Verleihung, die am 18. September 2011 in Los Angeles stattfanden. Während die Serie selbst ihrer Favoritenrolle nicht gerecht wurde, erhielt Winslet für ihre Leistung in Mildred Pierce den Preis als beste Hauptdarstellerin in einer Miniserie.
US-Regisseur und Oscar-Preisträger Steven Soderbergh engagierte Winslet für den Action-Thriller Contagion, für den sie unter anderem mit Matt Damon, Jude Law, Gwyneth Paltrow, Marion Cotillard und Laurence Fishburne vor der Kamera stand. Der Film beschreibt die weltweite Ausbreitung eines tödlichen Virus und begleitet verschiedene Charaktere bei deren Versuchen, die Seuche zu analysieren und aufzuhalten. Bei ihren Bemühungen erliegt Winslet in ihrer Rolle als Dr. Erin Mears selbst dem Virus. Scott Z. Burns, der Drehbuchautor des Films, lobte nach Abschluss der Dreharbeiten vor allem ihr schauspielerisches Talent.
Im Frühjahr 2011 begannen für Winslet, Jodie Foster, John C. Reilly und Christoph Waltz unter der Regie von Roman Polański in Paris die Dreharbeiten zu Der Gott des Gemetzels, einer Verfilmung des gleichnamigen Theaterstückes von Yasmina Reza.
Die jeweilige Weltpremiere feierten sowohl Contagion als auch Der Gott des Gemetzels in Anwesenheit von Kate Winslet bei den Internationalen Filmfestspielen von Venedig, die vom 31. August bis zum 10. September 2011 stattfanden. Zu Ehren des Jurymitglieds Todd Haynes, der das Drehbuch zu Mildred Pierce geschrieben hatte, wurde der mit Winslet besetzte Mehrteiler dort ebenfalls präsentiert.
Der von Kritikern positiv bewertete Thriller Contagion startete am 9. September 2011 in den amerikanischen Kinos und spielte dort über das Eröffnungswochenende über 22 Millionen US-Dollar ein. Mit diesem Ergebnis landete der Film an der Spitze der US-Kino-Charts. Für Winslet war es in den USA der erste Nummer-eins-Film seit Titanic. Auch in Deutschland starteten ihre Filme erfolgreich: Contagion eröffnete am 24. Oktober 2011 auf Platz 3, Der Gott des Gemetzels am 28. November 2011 auf Platz 2.
Am 15. Dezember 2011 wurde Winslet für ihre Rollen in Mildred Pierce und Der Gott des Gemetzels jeweils für einen Golden Globe als beste Hauptdarstellerin in einer Miniserie oder einem Fernsehfilm beziehungsweise als beste Hauptdarstellerin in einer Komödie oder einem Musical nominiert. Bei der Golden-Globe-Verleihung am 15. Januar 2012 erhielt sie den Preis für Mildred Pierce. Dank ihrer Leistung in der Miniserie erhielt Winslet 2011 zudem den ersten Satellite Award ihrer Karriere. Seit 1996 bereits sieben Mal u. a. für Titanic und Der Vorleser nominiert, brachte ihr erst ihre achte Nennung für Mildred Pierce in der Kategorie Beste Hauptdarstellerin in einer Miniserie oder einem Fernsehfilm den Preis ein.

### 2012 bis 2015

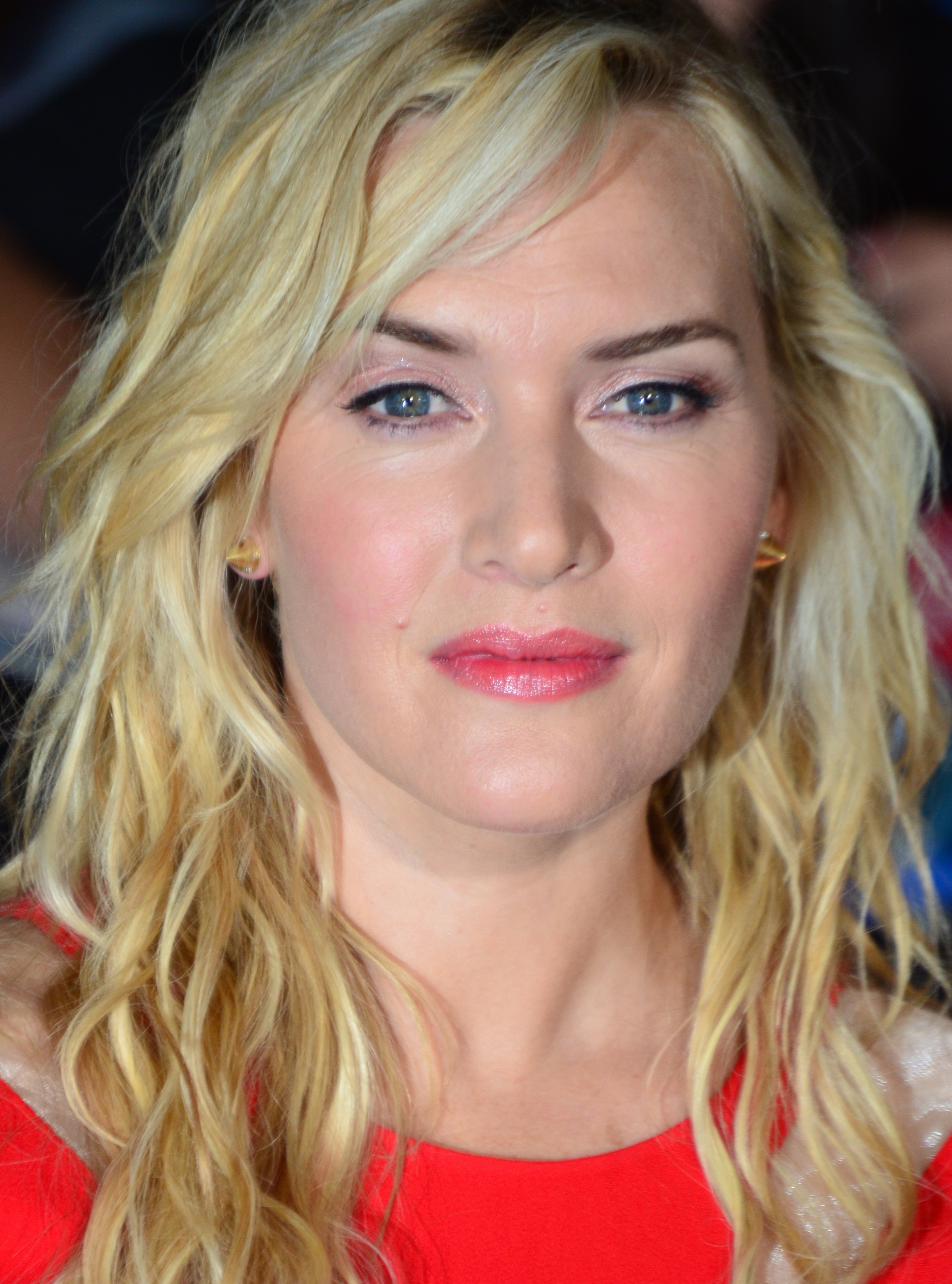
Kate Winslet bei der Filmpremiere von Die Bestimmung – Divergent im März 2014

Im Jahr 2013 war Winslet unter anderem in Jason Reitmans Film-Adaption Labor Day, basierend auf von Joyce Maynards Roman Der Duft des Sommers, an der Seite von Josh Brolin zu sehen.
Im März 2014 lief der Spielfilm Die Bestimmung – Divergent an, der auf dem Roman Die Bestimmung von Veronica Roth basiert. Winslet verkörpert darin Jeanine Matthews. Auch in dem 2015 erschienenen zweiten Teil Die Bestimmung – Insurgent ist Winslet erneut in der Rolle zu sehen. Es war das erste Mal, dass sie in einer Fortsetzung spielte.
In Danny Boyles Filmbiografie Steve Jobs (2015) übernahm Winslet die Rolle der Apple-Marketing-Managerin Joanna Hoffman. Für ihre Leistung wurde sie 2016 für einen Golden Globe als beste Nebendarstellerin nominiert – ihre mittlerweile elfte Nennung seit 1996. Tatsächlich erhielt Winslet bei der Verleihung der Golden Globes am 10. Januar 2016 die Trophäe. Bereits vier Tage später wurde sie auch für einen Oscar als beste Nebendarstellerin für ihre Rolle in Steve Jobs nominiert. Bei der Oscarverleihung 2016 ging der Preis jedoch an Alicia Vikander (The Danish Girl), die bereits zuvor als Favoritin galt.
Der Film The Dressmaker, der auf dem gleichnamigen Roman der australischen Schriftstellerin Rosalie Ham beruhte und in dem Winslet die Hauptrolle der Schneiderin Myrtle „Tilly“ Dunnage spielte, entwickelte sich vor allem in der Heimat Hams sowie in Neuseeland zu einem großen Erfolg. Für die australischen AACTA Awards wurde The Dressmaker in zwölf Kategorien mit Nominierungen bedacht. Bei der Verleihung am 9. Dezember 2015 erhielt der Film fünf Preise, unter anderem für Winslet als beste Hauptdarstellerin. Für ihre Leistung in Steve Jobs wurde sie weiterhin für die AACTA International Awards 2016 als beste Nebendarstellerin nominiert; der Preis ging jedoch an Rooney Mara (Carol).

### 2016 bis 2020
2016 war Kate Winslet in ihrer bisher außergewöhnlichsten Rolle zu sehen. In dem Thriller Triple 9 mimte sie eine Russenmafia-Braut, die in Atlanta einen Polizisten dazu erpresst, Banküberfälle zu begehen. Trotz Starbesetzung – neben Winslet u. a. auch Chiwetel Ejiofor, Norman Reedus, Woody Harrelson und Casey Affleck – rief der Film nur gemischte Reaktionen hervor. Noch kritischer wurde im gleichen Jahr das Drama Verborgene Schönheit aufgenommen, in dem Winslet neben Will Smith, Edward Norton, Keira Knightley und Helen Mirren spielte. So erhielt die gesamte Besetzung 2017 eine Nominierung für den US-Negativfilmpreis Goldene Himbeere.
Im Jahr 2017 spielte Winslet im Abenteuerfilm Zwischen zwei Leben neben Idris Elba und im Drama Wonder Wheel von Woody Allen mit Justin Timberlake. Während das Zusammenspiel von Winslet und Elba im Film Zwischen zwei Leben, in dem sie den Absturz eines kleinen Privatflugzeugs in den schneebedeckten Bergen überleben, als sehenswert gelobt wurde, bezeichneten Kritiker vor allem Winslets Einzelleistung in Wonder Wheel durchaus als „Erlebnis“. Im Zusammenhang mit der 2017 ins Leben gerufenen #MeToo-Bewegung, die für sexuellen Missbrauch in der Film- und Musikszene sensibilisieren soll, äußerte Winslet ihr Bedauern, sowohl mit Woody Allen (Wonder Wheel) als auch 2011 mit Roman Polanski (Der Gott des Gemetzels) gearbeitet zu haben. Beiden Regisseuren wird schwerer sexueller Missbrauch vorgeworfen.
Für Aufsehen sorgte im Frühjahr 2019 die Information, dass Winslet zum Cast von Avatar: The Way of Water, der Fortsetzung des bisher erfolgreichsten Films aller Zeiten, stoßen wird. Damit spielte sie das zweite Mal nach Titanic unter der Regie von James Cameron. Bei den Dreharbeiten gelang es Winslet, die schon für Titanic Tauchszenen bestritten hatte, unter Wasser sieben Minuten und 15 Sekunden die Luft anzuhalten. Dies gilt als – wenn auch inoffizieller – Filmsetrekord, wobei Winslet – bezogen auf in der Unterhaltungsindustrie aufgestellte Bestmarken – den von Tom Cruise gehaltenen Sechs-Minuten-Rekord brach. Der Filmstart von Avatar: The Way of Water erfolgte – nach zahlreichen Verschiebungen aufgrund der weltweiten COVID-19-Pandemie – erst im Dezember 2022.
Regisseur Roger Michell drehte 2019 mit Winslet, Susan Sarandon, Sam Neill und Mia Wasikowska das Drama Blackbird – Eine Familiengeschichte, in dem eine unheilbar kranke Familienmatriarchin (Sarandon) ihren Suizid plant und zuvor mit ihrem Mann (Neill) die gesamte Familie mit Anhang für ein letztes Wochenende in ihr Landhaus am Meer einlädt.
Als Oscar-Anwärter bezeichnet wurde das fiktive Romantikdrama Ammonite, das Winslet 2020 unter der Regie von Francis Lee drehte und in dem sie die britische Fossiliensammlerin Mary Anning darstellte, die mitten im viktorianischen Zeitalter des 19. Jahrhunderts eine geheime Beziehung mit Charlotte Murchison (Saoirse Ronan), der Frau des schottischen Geologen Roderick Murchison, eingeht. Während das Drama in den USA bereits im November 2020 in den Kinos anlief, wurde der Starttermin für Deutschland wegen des Lockdowns im Zuge der COVID-19-Pandemie auf den 4. November 2021 verschoben.

### 2021 bis 2023
Trotz des Lobes für ihre Leistung in Ammonite, erhielten 2021 weder Winslet noch der Film selbst Nominierungen für die Verleihung der Golden Globes oder des Oscars. Auch war das Drama in neun Kategorien in der Vorauswahl der BAFTA Awards 2021, wurde dann aber nur in der Kategorie Beste Kostüme offiziell nominiert.
Im April und Mai 2021 war Winslet in der siebenteiligen Miniserie Mare of Easttown zu sehen, die sie auch selbst mitproduzierte und für die sie erneut hervorragende Kritiken erhielt. Nach einem eher verhaltenen Start auf dem US-Kabelsender HBO steigerte sich die Zuschauerzahl der Serie kontinuierlich von Episode zu Episode. Für die 73. Emmy Verleihung wurde Mare of Easttown mit 16 Nominierungen bedacht. Winslet wurde dabei als beste Hauptdarstellerin in einer Miniserie oder einem Fernsehfilm vorgeschlagen und gewann den Preis bei der Zeremonie am 19. September 2021. Auch für die 79. Verleihung der Golden Globes am 9. Januar 2022 wurde Winslet in derselben Kategorie mit einer Nominierung bedacht und erhielt die Trophäe bei der erstmals ohne Publikum und ohne Fernsehübertragung stattgefundenen Zeremonie. Es ist die insgesamt zwölfte Nominierung seit 1996 und ihr fünfter gewonnener Golden Globe.
Am 14. Dezember 2022 startete in Deutschland sowie zwei Tage später in den USA Avatar: The Way of Water mit Winslet als Filmfigur Ronal und avancierte in kürzester Zeit zu einem der erfolgreichsten Filme aller Zeiten (derzeit Platz 3, gefolgt von Titanic auf Platz 4). Avatar: The Way of Water wurde bei der 95. Oscarverleihung mit dem Preis für die besten visuellen Effekte ausgezeichnet und war in drei weiteren Kategorien nominiert.
Am 9. September 2023 feierte das Biopic Die Fotografin, in dem Winslet die Titelrolle der Kriegsreporterin Lee Miller übernahm, auf dem Toronto International Film Festival seine Premiere. An dem Film war Winslet selbst auch als Produzentin beteiligt und gilt als Herzensprojekt der Schauspielerin. Sie verkörpert das ehemalige Fotomodell Lee Miller, die als Fotografin den Holocaust und die Folgen der Schreckensherrschaft der Nazis dokumentiert.

### Seit 2024
Winslets dritte Produktion für den US-Sender HBO nach Mildred Pierce und Mare of Easttown feierte im März 2024 Premiere. Die 6 Episoden umfassende Politsatire The Regime lief in den USA vom 3. März bis 7. April 2024 auf HBO und in Deutschland ab 6. Mai 2024 auf Sky Atlantic. Winslet verkörpert in der von ihr mitproduzierten Serie die Kanzlerin eines von ihr autokratisch regierten Staates, welcher zu zerfallen droht; ein Umstand, der die Herrscherin nach und nach in die Paranoia treibt. Während The Regime lediglich gemischte Kritiken hervor rief, wurde Winslets schauspielerische Leistung besonders gelobt.
In Deutschland startete Die Fotografin schließlich am 19. September 2024 und erreichte in den Kino-Charts Platz 3. Für ihre Rolle in dem Kriegsfilm wurde Winslet für viele Beobachter unerwartet für die 82. Verleihung der Golden Globes als beste Hauptdarstellerin im Bereich Filmdrama nominiert. Ebenfalls überraschend erhielt sie zudem eine Nominierung als beste Hauptdarstellerin für die Miniserie The Regime, welche zuvor bei der 76. Emmy-Verleihung mit keiner Nominierung bedacht wurde.

## Privates
Bei den Dreharbeiten zu der Serie Dark Season lernte Winslet den britischen Schauspieler Stephen Tredre kennen, der dort zwei Gastauftritte hatte. Die damals 15-jährige Winslet und der 28-jährige Tredre mieteten sich zusammen eine Wohnung in London. Trotz ihrer Trennung nach fünf Jahren Beziehung bewahrten sie sich eine Freundschaft bis zu Tredres frühem Krebstod am 8. Dezember 1997. Um an seiner Beerdigung teilnehmen zu können, verzichtete Winslet auf die Titanic-Premiere in London.
Winslet hatte eigenen Angaben zufolge eine Essstörung in den 90er Jahren. Sie kritisierte die Medien dafür, ihr Gewicht thematisiert zu haben.
Bei der Produktion ihres Filmes Marrakesch ging Winslet eine Beziehung mit dem Regieassistenten Jim Threapleton ein und heiratete ihn am 22. November 1998 in ihrer Heimatstadt Reading. Am 12. Oktober 2000 kam ihre gemeinsame Tochter Mia Threapleton zur Welt, die später auch als Schauspielerin reüssierte. Im September 2001 gab das Paar die Trennung bekannt.
Am 24. Mai 2003 heiratete Winslet den Regisseur und Oscar-Preisträger Sam Mendes (American Beauty). Am 22. Dezember 2003 brachte sie in New York ihren gemeinsamen Sohn zur Welt. Im April 2007 ging das Paar auch beruflich gemeinsame Wege, als Mendes die Regie bei der Verfilmung des Romans Zeiten des Aufruhrs übernahm und seine Frau als Hauptdarstellerin für die Rolle der April Wheeler auswählte. Winslet wurde für ihre Leistung mit einem Golden Globe ausgezeichnet, während Film und Regisseur leer ausgingen. Im März 2010 und damit ein Jahr nach ihrem Oscar für Der Vorleser teilten Winslet und Mendes mit, dass ihre Ehe nach sieben gemeinsamen Jahren am Ende sei. Die Trennung erfolge in gegenseitigem Einvernehmen.
Beim Filmfestival im spanischen San Sebastian im September 2010 traten Winslet und Louis Dowler, ein Model des Labels Burberry, als Paar auf. Ende November 2010 waren sie wieder getrennt.
Im Dezember 2012 heiratete sie Ned Rocknroll (Geburtsname Edward Lyulph Abel Smith), einen Neffen des britischen Unternehmers und Ballonfahrers Richard Branson. Er arbeitet für das Unternehmen Virgin Galactic seines Onkels. Trauzeuge war Leonardo DiCaprio. Am 7. Dezember 2013 brachte sie ihr drittes Kind, einen Sohn, zur Welt.

## Filmografie (Auswahl)
- 1990: Shrinks (Fernsehserie)
- 1991: Dark Season (Fernsehserie)
- 1992: Get Back (Fernsehserie)
- 1992: Anglo Saxon Attitudes (Fernsehserie)
- 1993: Casualty (Fernsehserie)
- 1994: Heavenly Creatures
- 1995: Knightskater – Ritter auf Rollerblades (A Kid in King Arthur’s Court)
- 1995: Sinn und Sinnlichkeit (Sense and Sensibility)
- 1996: Herzen in Aufruhr (Jude)
- 1996: Hamlet (Kenneth Branagh’s Hamlet)
- 1997: Titanic
- 1998: Marrakesch (Hideous Kinky)
- 1999: Entführung ins Elfenreich (Faeries) (Stimme)
- 1999: Holy Smoke
- 2000: Quills – Macht der Besessenheit (Quills)
- 2001: Enigma – Das Geheimnis (Enigma)
- 2001: Ein Weihnachtsmärchen (Christmas Carol: The Movie) (Stimme)
- 2001: Iris
- 2003: Plunge: The Movie
- 2003: Das Leben des David Gale (The Life of David Gale)
- 2004: Vergiss mein nicht! (Eternal Sunshine of the Spotless Mind)
- 2004: Pride – Das Gesetz der Savanne (Pride) (Fernsehfilm)
- 2004: Wenn Träume fliegen lernen (Finding Neverland)
- 2005: Romance & Cigarettes
- 2005: Extras (Fernsehserie)
- 2006: Das Spiel der Macht (All The King’s Men)
- 2006: Little Children
- 2006: Flutsch und weg (Flushed Away) (Stimme)
- 2006: Liebe braucht keine Ferien (The Holiday)
- 2008: Zeiten des Aufruhrs (Revolutionary Road)
- 2008: Der Vorleser (The Reader)
- 2011: Mildred Pierce (Miniserie)
- 2011: Contagion
- 2011: Der Gott des Gemetzels (Carnage)
- 2013: Movie 43
- 2013: Labor Day
- 2014: Die Bestimmung – Divergent (Divergent)
- 2014: Die Gärtnerin von Versailles (A Little Chaos)
- 2015: Die Bestimmung – Insurgent (The Divergent Series: Insurgent)
- 2015: Steve Jobs
- 2015: The Dressmaker
- 2016: Triple 9
- 2016: Verborgene Schönheit (Collateral Beauty)
- 2016: Der verlorene Wunschzettel (The Lost Letter) (Kurzfilm) (Erzählerin)
- 2017: Zwischen zwei Leben (The Mountain Between Us)
- 2017: Wonder Wheel
- 2019: Manou – flieg’ flink! (Manou the Swift) (Stimme)
- 2019: Blackbird – Eine Familiengeschichte (Blackbird)
- 2020: Ammonite
- 2020: Black Beauty (Stimme)
- 2021: Mare of Easttown (Miniserie)
- 2022: Avatar: The Way of Water
- 2023: Die Fotografin (Lee)
- 2024: The Regime (Miniserie)

## Synchronstimme
Seit Sinn und Sinnlichkeit (1995) synchronisierte Ulrike Stürzbecher bis auf einzelne Ausnahmen Winslets Filme in den deutschen Fassungen. Auch in den Animationsfilmen Entführung ins Elfenreich, Ein Weihnachtsmärchen und Manou - Flieg' flink! sowie den Serien Extras, Mildred Pierce, Mare of Easttown und The Regime lieh Stürzbecher Winslet ihre Stimme. Des Weiteren synchronisierte sie das Pferd Black Beauty, das Winslet im gleichnamigen Drama ihre Stimme im Original lieh.
Weitere Synchronsprecherinnen waren Beate Isfort-Tober (Knightskater – Ritter auf Rollerblades), Alexandra Wilcke (Heavenly Creatures), Madeleine Stolze (Hamlet), Katrin Fröhlich (Herzen in Aufruhr, Marrakesch, Iris, Wenn Träume fliegen lernen) und İlknur Bahadır-Schrag (Avatar: The Way of Water). Die deutschen Schauspielerinnen Jessica Schwarz, Dorkas Kiefer und Iris Berben synchronisierten Winslet im Animationsfilm Flutsch und weg! (Schwarz), im TV-Film Pride – Das Gesetz der Savanne (Kiefer) beziehungsweise im Weihnachts-Animationskurzfilm Der verlorene Wunschzettel (Berben).
Im 2021 erschienenen Dokumentarfilm Eating Our Way to Extinction ist Winslet die Erzählerin.

## Auszeichnungen und Nominierungen (Auswahl)
Oscar
- 1996: Nominierung als beste Nebendarstellerin für Sinn und Sinnlichkeit
- 1998: Nominierung als beste Hauptdarstellerin für Titanic
- 2002: Nominierung als beste Nebendarstellerin für Iris
- 2005: Nominierung als beste Hauptdarstellerin für Vergiss mein nicht!
- 2007: Nominierung als beste Hauptdarstellerin für Little Children
- 2009: Beste Hauptdarstellerin für Der Vorleser
- 2016: Nominierung als beste Nebendarstellerin für Steve Jobs

Golden Globe Award
- 1996: Nominierung als beste Nebendarstellerin für Sinn und Sinnlichkeit
- 1998: Nominierung als beste Hauptdarstellerin – Drama für Titanic
- 2002: Nominierung als beste Nebendarstellerin für Iris
- 2005: Nominierung als beste Hauptdarstellerin – Komödie oder Musical für Vergiss mein nicht!
- 2007: Nominierung als beste Hauptdarstellerin – Drama für Little Children
- 2009: Beste Hauptdarstellerin – Drama für Zeiten des Aufruhrs
- 2009: Beste Nebendarstellerin für Der Vorleser
- 2012: Nominierung als beste Hauptdarstellerin – Komödie oder Musical für Der Gott des Gemetzels
- 2012: Beste Hauptdarstellerin – Miniserie, Anthologie-Serie oder Fernsehfilm für Mildred Pierce
- 2014: Nominierung als beste Hauptdarstellerin – Drama für Labor Day
- 2016: Beste Nebendarstellerin für Steve Jobs
- 2022: Beste Hauptdarstellerin – Miniserie, Anthologie-Serie oder Fernsehfilm für Mare of Easttown
- 2025: Nominierung als beste Hauptdarstellerin - Drama für Die Fotografin
- 2025: Nominierung als beste Hauptdarstellerin – Miniserie, Anthologie-Serie oder Fernsehfilm für The Regime

British Academy Film Award
- 1996: Beste Nebendarstellerin für Sinn und Sinnlichkeit
- 2002: Nominierung als beste Nebendarstellerin für Iris
- 2005: Nominierung als beste Hauptdarstellerin für Vergiss mein nicht!
- 2005: Nominierung als beste Hauptdarstellerin für Wenn Träume fliegen lernen
- 2007: Nominierung als beste Hauptdarstellerin für Little Children
- 2009: Nominierung als beste Hauptdarstellerin für Zeiten des Aufruhrs
- 2009: Beste Hauptdarstellerin für Der Vorleser
- 2016: Beste Nebendarstellerin für Steve Jobs

Screen Actors Guild Award
- 1996: Beste Nebendarstellerin für Sinn und Sinnlichkeit
- 1998: Nominierung als beste Hauptdarstellerin für Titanic
- 2001: Nominierung als beste Nebendarstellerin für Quills – Macht der Besessenheit
- 2005: Nominierung als beste Hauptdarstellerin für Vergiss mein nicht!
- 2007: Nominierung als beste Hauptdarstellerin für Little Children
- 2009: Nominierung als beste Hauptdarstellerin für Zeiten des Aufruhrs
- 2009: Beste Nebendarstellerin für Der Vorleser
- 2012: Beste Darstellerin in einem Fernsehfilm oder Miniserie für Mildred Pierce
- 2016: Nominierung als beste Nebendarstellerin für Steve Jobs
- 2022: Beste Darstellerin in einem Fernsehfilm oder Miniserie für Mare of Easttown

Satellite Award
- 1996: Nominierung als beste Nebendarstellerin für Hamlet
- 1997: Nominierung als beste Hauptdarstellerin für Titanic
- 2000: Nominierung als beste Nebendarstellerin für Quills – Macht der Besessenheit
- 2001: Nominierung als beste Nebendarstellerin für Iris
- 2006: Nominierung als beste Hauptdarstellerin für Little Children
- 2008: Nominierung als beste Hauptdarstellerin für Der Vorleser
- 2011: Nominierung als beste Nebendarstellerin für Der Gott des Gemetzels
- 2011: Beste Hauptdarstellerin – Miniserie oder Fernsehfilm für Mildred Pierce
- 2016: Nominierung als beste Nebendarstellerin für Steve Jobs
- 2020: Nominierung als beste Hauptdarstellerin – Drama für Ammonite
- 2021: Beste Hauptdarstellerin – Miniserie oder Fernsehfilm für Mare of Easttown

Empire Award
- 1996: Beste britische Schauspielerin für Heavenly Creatures
- 1998: Beste britische Schauspielerin für Hamlet
- 1999: Beste britische Schauspielerin für Titanic
- 2002: Beste britische Schauspielerin für Enigma – Das Geheimnis
- 2005: Beste britische Schauspielerin für Vergiss mein nicht!

Anmerkung: Preise in der Kategorie „Beste britische Schauspielerin“ wurden nur von 1996 bis 2005 vergeben.
César
- 2012: Ehrenpreis

Europäischer Filmpreis
- 2009: Beste Darstellerin für Der Vorleser
- 2012: Nominierung als beste Darstellerin für Der Gott des Gemetzels

Bambi
- 2009: Schauspielerin International

Goldene Kamera
- 2001: Schauspielerin International für Titanic

Emmy Award
- 2006: Nominierung als beste Gastdarstellerin in einer Comedyserie für Extras
- 2011: Beste Hauptdarstellerin in einer Miniserie oder einem Fernsehfilm für Mildred Pierce
- 2021: Beste Hauptdarstellerin in einer Miniserie oder einem Fernsehfilm für Mare of Easttown

Grammy Award
- 2000: Bestes gesprochenes Album für Kinder für Listen to the Storyteller: A Trio of Musical Tales from Around the World von Graham Greene, Kate Winslet und Wynton Marsalis

Goldene Himbeere
- 2014: Nominierung für das Schlechteste Filmpaar (gemeinsam mit der Besetzung) für Movie 43
- 2017: Nominierung für das Schlechteste Filmpaar (gemeinsam mit der Besetzung) für Verborgene Schönheit

Sonstige
- Filmfest München 2024: CineMerit Award[35]
- Golden Icon Award des Zurich Film Festivals 2024[36]